# Francia szarvasgomba
A francia szarvasgomba (Tuber melanosporum) a Pezizomycetes osztályának csészegombák (Pezizales) rendjébe, ezen belül a Tuberaceae családjába tartozó faj.

## Megjelenése
E keresett étkezési gomba termőtestei gömb alakúak vagy szabálytalan gumóra emlékeztetnek, és nagyságuk igen változó, többnyire 2-9 centiméter. Felszínüket többé-kevésbé lapos, négy- vagy hatoldalú, piramis alakú szemölcsök borítják. Külső oldaluk kezdetben vörösesbarna, később fekete. A fiatal termőtestek húsa (az úgynevezett gleba) szürkés, világos barnás-rózsaszín, érett állapotban kormos fekete. A gomba igen erős, aromás illatú, amit különösen a vaddisznók érzékelnek.

## Élőhelye
A francia szarvasgomba a talaj felszíne alatt, főleg idősebb tölgyerdőkben a fák gyökereivel szimbiózisban, mészben gazdag talajon él. Előfordulási területe a Földközi-tenger környéke, főleg Franciaország déli és középső része. Az Alpoktól északra még sohasem találták meg. A termőtestek november közepétől március közepéig gyűjthetők, de nehéz rájuk találni.
A gyűjtők sertések és kutyák segítségével keresik a gombát.

## Felhasználhatósága
A francia szarvasgomba kitűnő, értékes csemegegomba, az „asztalok fekete gyémántjá”-nak nevezik. A francia konyha nagyon kedveli és nagy hagyománya van a szarvasgomba termesztésnek is.